# Miss France 1955
Miss France 1955 est la 25e élection de Miss France. 
Véronique Zuber, Miss Paris 1954 remporte le titre et succède à Irène Tunc, Miss France 1954.

## Classement final
| Résultat final   | Candidate       | Région           |
| ---------------- | --------------- | ---------------- |
| Miss France 1955 | Véronique Zuber | Miss Paris       |
| 1re dauphine     | Monique Lambert | Miss Côte d'Azur |
| 2e dauphine      | Claudie Petit   | Miss Normandie   |
| 3e dauphine      |                 |                  |
| 4e dauphine      |                 |                  |

## Candidates
D'après une photographie de l'époque, participaient à l'élection les Miss :
- Miss Rambouillet, Françoise Contelle
- Miss Bretagne, Janik Gosselin
- Miss Vendée, Nicole Ricando
- Miss Hendaye, Jacqueline Nadal
- Miss Côte d'Azur, Monique Lambert
- Miss Saint-Jean-de-Luz, Arlette Agopian
- Miss La Baule, Annick Bertrand
- Miss Hyères, Claudine Michalet
- Miss Île-de-France, Régine Cramois